# Bem Simples
O Bem Simples foi um canal de televisão por assinatura brasileiro pertencente a Fox Broadcasting Company. O canal tinha programação voltada essencialmente ao entretenimento feminino, com programas dedicados a culinária, moda, bebês, entre outros assuntos, a grade de programação era composta basicamente por programas de 30 minutos de duração em média.
O canal fazia parte de uma franquia do canal argentino Utilisima, lançado em 2008, sendo que 60% de sua programação era nacional, e 40% eram dublagens do canal argentino.

## História
O Bem Simples originalmente era um bloco do canal Fox Life, com o sucesso a Fox decidiu lançar o canal próprio voltado as mulheres.
Em 2013, a Fox anunciou a fusão do Bem Simples com o Fox Life. A medida foi tomada para que o espaço fosse aberto nas operadoras para o Fox Sports 2. A fusão ocorreu no dia 24 de janeiro de 2014, junto com a estréia do novo canal. Mesmo com a fusão, o Bem Simples continuou disponível em algumas operadoras.
Em 1 de junho de 2014, as últimas operadoras que carregavam seu sinal, deixaram de transmití-lo.